# Crespano del Grappa
Crespano del Grappa (Crespàn in veneto) è una frazione del comune italiano di Pieve del Grappa.
È stato comune autonomo sino al 30 gennaio 2019, quando, assieme al limitrofo comune di Paderno del Grappa, è stata concordata una consultazione popolare mediante referendum, che ne decretò la loro fusione; di qui la denominazione dell'attuale comune di Pieve del Grappa.

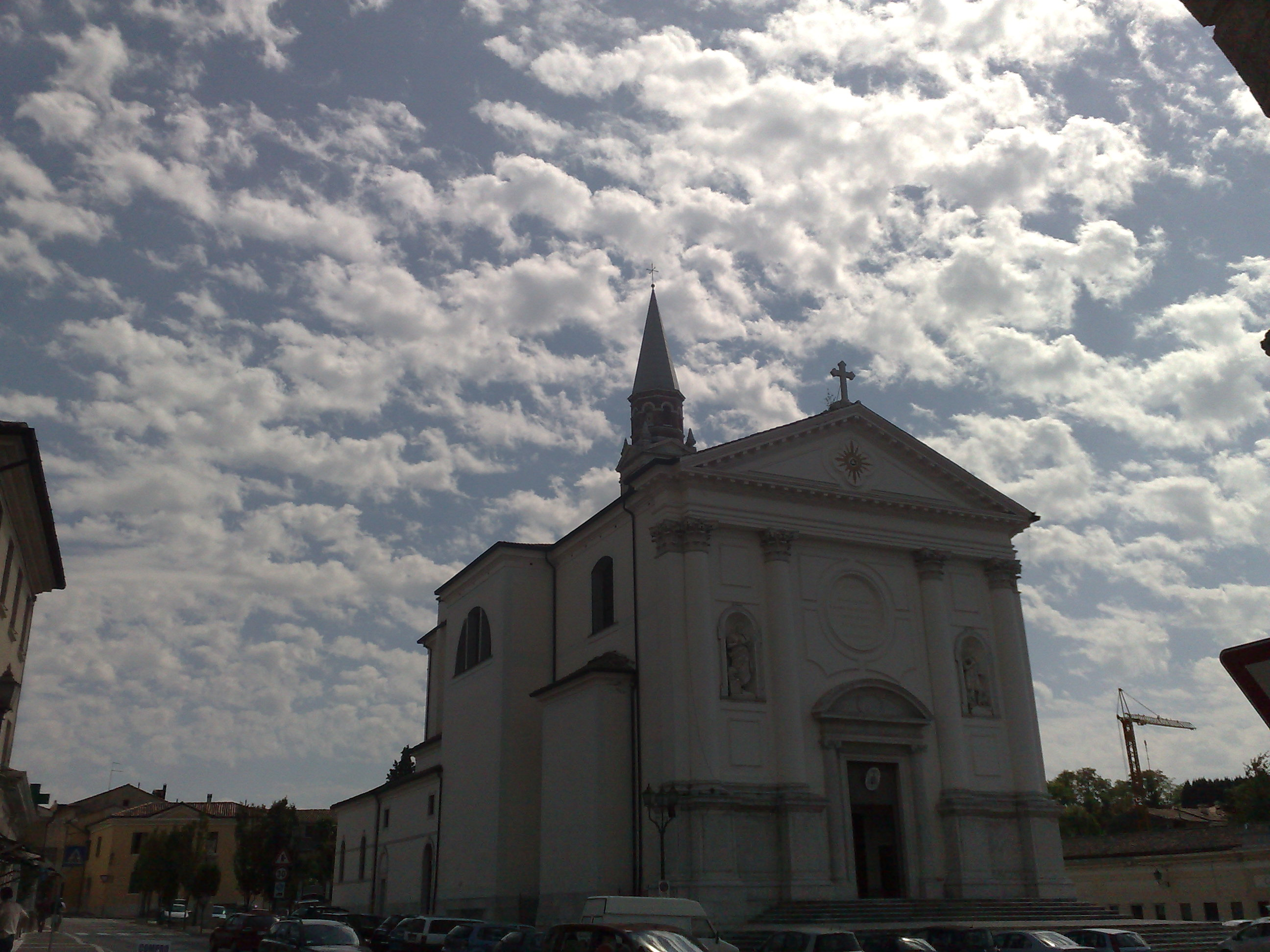
Il duomo di Crespano, consacrata nel 1766

L'ex territorio comunale nella provincia di Treviso.

## Storia

### Premessa
Crespano è una delle principali località del Pedemonte del Grappa già a partire dal secolo XI, quando vi figurano numerose proprietà della famiglia degli Ezzelini. Dette proprietà furono certosinamente accertate, censite e documentate dopo la loro definitiva sconfitta avvenuta nel 1260. Sparuti reperti archeologici (come ad esempio il sarcofago del romano Caio Vettonio conservato nella località limitrofa, a Sant'Eulalia) parrebbero dimostrare, però, che l'insediamento umano è assai precedente, 
Dal 1300 i documenti scritti diventano numerosi e da questi si evince una notevole attività artigianale.
Nei secoli successivi, la produzione laniera permise la crescita economica delle più note famiglie crespanesi.
Nell'800, grazie all'apporto finanziario di alcune famiglie di mecenati, tra cui quella di Giovan Battista Sartori Canova, fu completata la piazza con la fontana, costruito il ponte che unisce Crespano con Paderno e aperta la strada del Molinetto che consentì una più facile congiunzione con i paesi limitrofi, rendendo Crespano una piccola cittadina.
Crespano è da ricordare per la presenza del sacrario militare del monte Grappa, uno dei principali ossari militari della prima guerra mondiale, situato più precisamente in cima Grappa e che ospita, oltre a 12 615 salme di soldati italiani e a 10 295 austroungarici, le tombe del maresciallo d'Italia gen. Gaetano Giardino e dell'ardito del Grappa gen. Ettore Viola. Proprio presso l'Ossario, ogni prima domenica di agosto si celebra una grande cerimonia per commemorare tutti i soldati caduti in questo monte sacro alla patria.

### Dalla prima attestazione del toponimo al Seicento
Anno 1085: villa quae dicitur Crespanum è la prima attestazione del toponimo. 1164: i Da Crespan, ascritti alla nobiltà di Treviso, sono signori della regula de Crespan. 1333: Pietro da Crespan è nel Consiglio trevigiano dei Trecento; 1337: nasce la Podesteria di Asolo che comprende 37 ville o centri rurali tra cui Crespano. 1322: è documentata l’esistenza di una gualchiera per follare panni (unum folognum ad follandos pannos positum) ubicata sulla riva del torrente Lastego. Sec. XIV: Crespano è diviso in una Villa alta con la chiesa rurale di S. Vito dei Larghi e quella di SS. Pancrazio e Marco sotto la pieve della vicina Sant’Eulalia (in diocesi di Padova) e in una Villa bassa con S. Paolo di sotto Crespano o del Lastego (in diocesi di Treviso). Sui generis la posizione di San Michele sul Lastego, legata alle sorti del castello dei Da Crespano. Regula e parrocchia di Crespano devono l’ascesa alla fusione delle due chiese del territorio (e delle loro rispettive comunità) e allo sviluppo manifatturiero nel settore tessile. Dal XV sec. mastri, lanai, sartori, tesseri, tintori, folladori, battilana locali e immigrati dalle valli alpine e lombarde accelerano e rinnovano la tradizione tessile del paese e dell’intero pedemonte. 1537: i gastaldi dell’arte della lana di Treviso riconoscono i mercanti e i lavoratori della lana nella podesteria asolana: d’ora in poi Crespano primeggia nella destra Piave nel settore laniero.1686: assieme a Cavaso e Castelcucco, Crespano è sede di bollatura della lana: si producono panni alti, fini e sopraffini, in particolare i mezzetti ad uso de Crespan: si mette in luce la classe imprenditoriale e mercantile, resta nell’ombra la vita privata e professionale di generazioni di salariati e contadini (“Non c’è casa, non c’è famiglia dove non si oda un telaio battente”, scrivono le fonti).

### Il "Settecento laniero"
Con il conio di “civiltà crespanese” si designa il ‘700 laniero di Crespano, sia per la mole degli affari e della produttività imprenditoriale sia per l’elevazione spirituale e culturale delle famiglie: 47 mercanti, 520 telai, 4000 operai non solo crespanesi in parte adibiti nelle case azienda, in parte nell’industria a domicilio (il cosiddetto dar fora lavoro); prime dinastie imprenditoriali: Manfrotto (dal XVII sec. mercanti in luogo della Gherla), Guadagnin(i) (in contrada Seolina; constatato il felice esito della loro fabbrica, chiedono la cittadinanza veneziana nel 1731); Melchiori (di origine opitergina), Bellato, Torresan(i), Zardo. L’asse Crespano-Venezia rappresenta una fortunata combinazione rurale-urbana grazie alla quale una porzione disseminata eppure prospera attività produttiva del Pedemonte trevigiano si innesta nei circuiti del mercato internazionale.

### L' "Ottocento filantropico"
Anno 1858: per volontà testamentaria del vescovo Sartori Canova, fratello uterino di Antonio Canova, nasce la Congregazione di Carità; 1860: per volontà testamentaria del nobile friulano Francesco Aita nasce l’Istituto Pio. 1871: alla casa di ricovero è affiancato un Ospedale grazie alla convenzione con le Suore di Carità dell’Ordine di Maria Bambina, che reggono pure un orfanotrofio femminile: nascono i Pii Istituti Riuniti.1875: nasce la Fondazione Canova (ad opera di Filippo Canal, sindaco del paese ed esecutore testamentario dell’ingente patrimonio di Antonio Canova) con finalità indifferibili: scuola di agricoltura, educazione femminile, arte della tessitura per l'occupazione femminile, sostegno agli studenti indigenti.

### Il "Novecento bellico"
Durante la Grande Guerra: evacuazione del paese dopo la rotta di Caporetto e difficile esperienza del profugato (dal 10/11/1917); Crespano, in stato di assedio, diventa una convulsa base di appoggio e rifornimento per le operazioni di guerra, facilitate dal collegamento ferroviario con Bassano del Grappa grazie a una decauville con capolinea nella località Gherla. Il Monte Grappa, in parte nel territorio crespanese, è coinvolto nelle battaglie d’arresto (novembre/dicembre 1917): la zona si trasforma in un formicaio di capisaldi, camminamenti, trincee, gallerie (famosa la Galleria Vittorio Emanuele III, a Cima Grappa) ed è teatro dell’innovativa battaglia di “difesa elastica”. Cima Grappa regge all’urto della battaglia del Solstizio (15/06-15/07/1918) e fa meritare 640 medaglie al valor militare ai soldati italiani; la cosiddetta Armata del Grappa perde 30 000 uomini nella battaglia di Vittorio Veneto (ottobre 1918). La Resistenza, nel secondo conflitto mondiale, dopo l’8 settembre: 20-28/09/44 rastrellamento del Monte Grappa. Di rilievo, nella lotta antifascista, il ruolo dei sanitari dell'Ospedale Civile del paese, mentre al contempo presso il Collegio Maria Bambina staziona un comando di truppe tedesche: è una recente pagina tragica di violenza e di guerra.

### Simboli
Lo stemma e il gonfalone erano stati concessi con regio decreto del 21 febbraio 1934.
Nello stemma era rappresentato l'evangelista Marco, ammantato di rosso, con il Vangelo nella destra ed il leone alato accovacciato ai suoi piedi, in campo azzurro. Il gonfalone era un drappo di rosso.

### Toponomastica
- Acqua di S. Giustina o fontane dei frati: ultima traccia degli antichi cenobi dei SS. Prosdocimo e Giustina e SS.Vittore e Corona
- Ardosa: in prossimità di Cima Grappa, conserva forse il nome più antico della vetta del Grappa (Aridosa)
- Breda (Cao di): località a sud del paese, tradisce nel nome una possibile origine longobarda
- Castegner dea Madoneta: immerso nella zona dei Vivai, è il tipico sito di festeggiamenti paesani
- Castelar: sperone (spianato a inizio XX sec.) prominente sulla valle del Lastego, su cui doveva ergersi il castello (detto “di S.Michiel”) altomedievale dei Da Crespano, vassalli degli Ezzelini.
- Covolo: primariamente denominato de cubalo Mariae Verginis, è il luogo di devozione più antico del paese.
- Crosera, Seolina: contrade tradizionali, sede di attività artigianali già nel XVI secolo
- Gherla: antico borgo occidentale del paese (sec. XI), da segnalare per la sua caratteristica organizzazione in corti e abitazioni rurali
- Larghi: appezzamenti terrazzati e regolari, forse lavorati dai benedettini, attestati nella vicina Ecclesia Sancti Viti de Crespano (detta “San Vi”)
- Lastego: l'idronimo più rilevante del paese denomina il torrente che nasce nella Valle di S.Liberale (anticamente S.Vitale), solca una profonda e aspra vallata a oriente del paese e segna il confine con Paderno del Grappa.
- Masarè: costone roccioso sopra il paese, sito di ritrovamenti archeologici e numismatici di varia collocazione cronologica
- San Marco vecchia: seconda parrocchiale, insediata sul Colle de Crespan (sec. XIII), visibile nell'attuale centro storico.
- San Pancrazio: anticamente Ecclesia Sancti Brancatii o Pancratii, è probabilmente la più antica sede parrocchiale del paese (sec. XI).
- San Paolo del Lastego: chiesa rurale di antichissima tradizione, nel 1297 risulta filiale della pieve di S.Maria di Loreggia e nel 1330 soggetta alla più recente pieve di Fonte e quindi in diocesi di Treviso.

## Monumenti e luoghi d'interesse

### Premessa
- Percorsi di storia e d’arte minore (il Duomo progettato da Giorgio Massari e dedicato ai SS.Marco, Pancrazio e Paolo; gli itinerari storici e architettonici presso le ville del XVI -XVIII e le chiese di S.Pancrazio, S.Paolo, S.Marco vecchia);
- Percorsi di pellegrinaggio religioso (Santuario della Madonna del Covolo);
- Percorsi di interesse naturalistico-scientifico (Centro Don Paolo Chiavacci, Parco Vegetazionale del Lastego);
- Siti museali a Cima Grappa: Sacrario Monumentale, Museo storico della Guerra e aree di museo diffuso;
- Siti museali nel centro storico: Museo della Grande Guerra, Centro di Documentazione sul Grappa, Sala della Tipografia “Luigi Melchiori”(ora presso la Tipoteca Italiana di Antiga Editore, a Cornuda), Monumento ai Caduti.
- Ed inoltre: il Mercato domenicale (dal 1795), storico nucleo commerciale pedemontano; il Ponte ottocentesco, popolarmente detto “del Diavolo”, sul torrente Lastego.
- Bellezze naturali - Rinomate per la salubrità del suo clima, le terre di C. sono luogo di attrattiva per le gite fuori porta, per il turismo stagionale montano (estivo), per gli itinerari escursionistici e di mountain bike (entro il sistema dei sentieri prealpini trevigiani).Approfondimenti:

### Cima Grappa

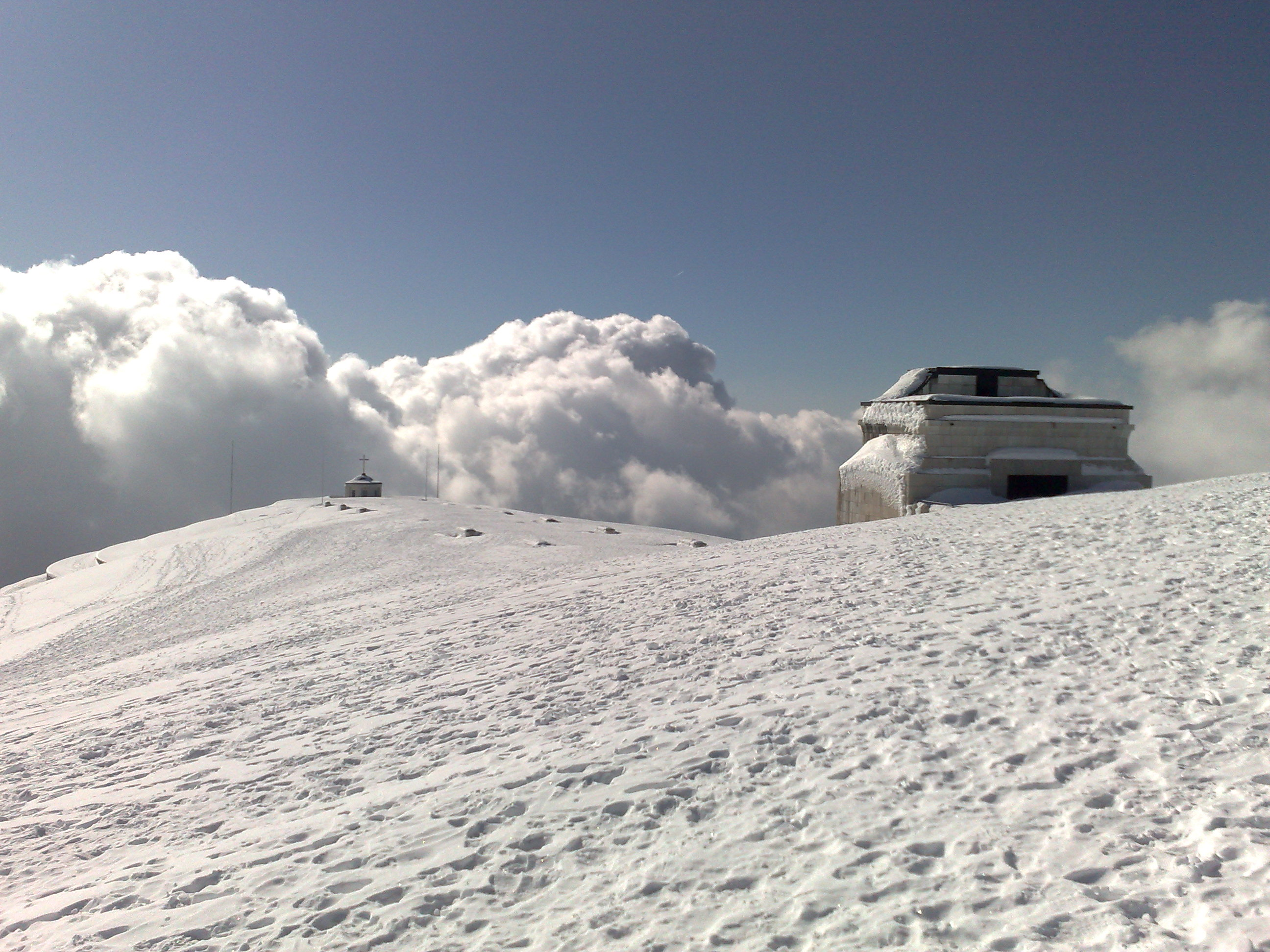
Via Eroica innevata

Posizionato lungo il fronte italiano dopo la rotta di Caporetto, il monte Grappa rappresenta uno dei luoghi simbolo della Grande guerra. Dal 1935 sulla sua cima sorge un monumento ossario che contiene i resti di militari italiani e austroungarici con un museo annesso.
Nei pressi sorge il sacello della Madonna Ausiliatrice, consacrato il 4 agosto 1901 dal cardinale Giuseppe Sarto (poi papa Pio X).

### La Madonna del Covolo
A nord del centro, in posizione sopraelevata alle pendici delle prealpi, sorge il santuario della Madonna del Covolo, tutt'oggi frequentata meta di pellegrinaggi.
La tradizione ne colloca le origini nel XII secolo, quando la Vergine sarebbe apparsa a una pastorella sordomuta che, durante un temporale, aveva trovato riparo in una grotta (in dialetto locale covolo). Riacquistata miracolosamente la parola, la giovane avrebbe comunicato agli abitanti di Crespano il volere della Madonna, e cioè di costruire sul luogo del prodigio un edificio di culto a lei dedicato.
La documentazione storica, tuttavia, prova l'esistenza di una chiesa solo dalla prima metà Trecento. Nei secoli quello che in origine doveva essere solo un'edicola o un sacello subì ricostruzioni e ampliamenti e all'inizio dell'Ottocento venne ricostruito su progetto del celebre architetto Antonio Canova. Quest'ultimo era assai devoto alla Madonna del Covolo, visto che era figlio di una crespanese e membro della confraternita che gestiva il santuario.
Il santuario si presenta come un edificio a pianta rotonda introdotto da un pronao ed è un evidente richiamo al Pantheon di Roma. Si può ritenerlo una "prova generale" in scala ridotta del più tardo Tempio di Possagno che ha fattezze molto simili. La vecchia chiesetta non è stata demolita, ma si trova dietro la rotonda.

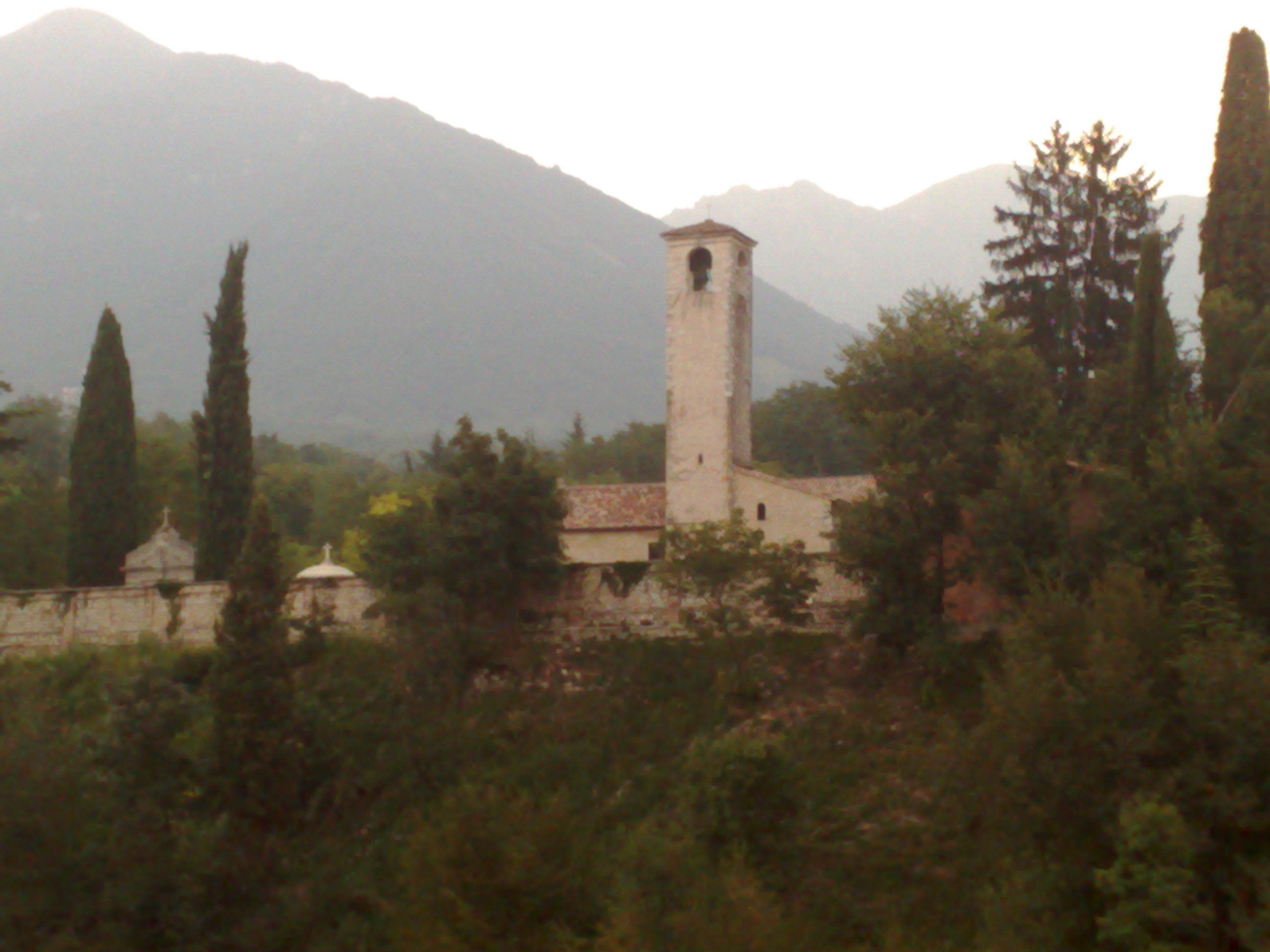
Campanile di San Pancrazio

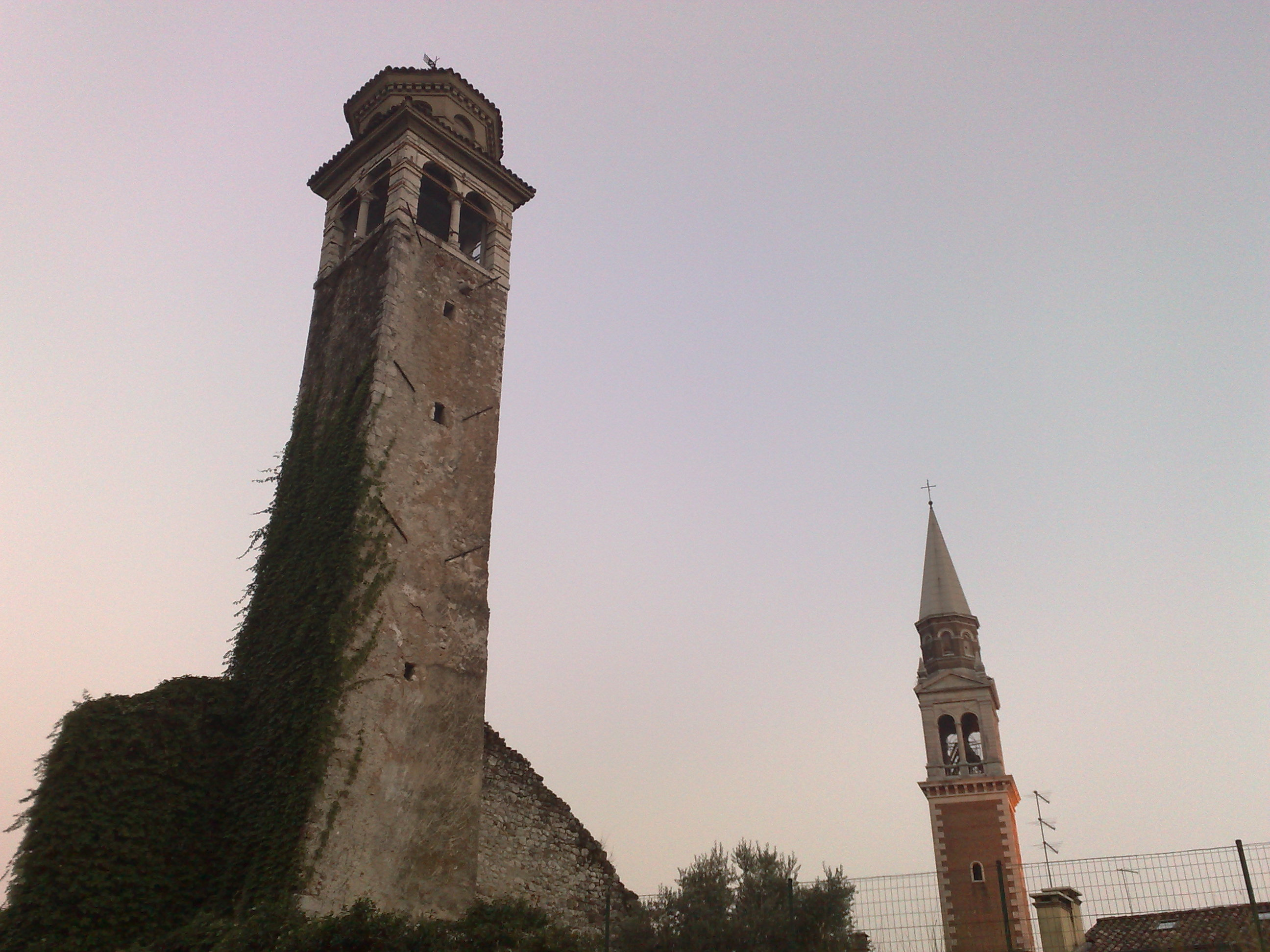
Campanili di San Marco, il vecchio ed il nuovo

### Il cosiddetto "ponte del diavolo''
La costruzione di un ponte sul Lastego era stata pensata già verso la metà del XVIII secolo, quando si presentò la necessità di trasportare i tronchi provenienti dalla Germania per realizzare il tetto del Duomo, allora in costruzione. Il ponte attraversa il torrente Lastego che divide Crespano da quello che era il comune vicino di Paderno (oggi uniti nel comune di Pieve del Grappa) e sorge in un punto dove le due sponde sono vicine, separate da una gola profonda. All'epoca esistevano (ed esistono tuttora) altri due passaggi, una è la passerella a sud del paese e l'altro è il terrapieno che sorge nei pressi della piazza, però del tutto inadeguato a sopportare grossi carichi in quanto costruito su terreno argilloso e frequentemente soggetto a fenomeni di franamento.
L'idea di una via di comunicazione che agevolasse il passaggio della valle del Lastego era già stata discussa sotto il governo napoleonico; tuttavia la mancanza di fondi rallentò la sua esecuzione. Fu alla morte di Antonio Canova, nel 1822, che si poté dare avvio alla costruzione della strada Molinetto che doveva collegare Bassano a Pederobba; monsignor Giovanni Battista Sartori sfruttò il lascito del fratello per sovvenzionare l'opera di costruzione di una strada e di un ponte per permettere ai viaggiatori e ai turisti di giungere a Possagno, patria di Canova, ed ammirare il tempio, di recente costruzione. Il progetto per il ponte di Crespano venne affidato all'ingegnere Angelo Casarotti di Schio (1773-1842) che era già stato contattato dal Canova, una decina d'anni prima, per velocizzare, presso il Governo austriaco, l'attuazione della strada Molinetto. Il ponte venne terminato nell'inverno 1829-1830 ed inaugurato nell'aprile 1830, alla presenza del viceré Ranieri d'Asburgo-Lorena. Il 2 maggio dello stesso anno crollò a causa della scarsa qualità dei materiali impiegati: vennero usate infatti grosse lastre di pietra locale, denominata Mavier, totalmente inadeguata allo scopo, mentre il progetto prevedeva i laterizi. A seguito di questo, benché esente da colpe come si dimostrò nel corso degli anni, l'ingegner Casarotti si suicidò buttandosi da ciò che rimaneva del ponte stesso.
Poco dopo, su iniziativa del vescovo Giovanni Battista Sartori che anticipò ingenti somme di denaro, il ponte venne ricostruito, sempre con il progetto originario di Casarotti. Nella primavera 1836 venne aperto al traffico, anche se per il collaudo finale fu necessario attendere il 1840.
Realizzato con muratura in cotto invece che in pietra, resiste tuttora, nonostante la crescita del traffico (anche pesante) in quanto passaggio obbligato per collegare le cave di Possagno alle principali vie di comunicazione.
Negli anni ottanta, il ponte fu restaurato dal Genio Civile realizzando una nuova struttura all'interno, in modo che l'opera originale funga solo da copertura.
Dal 2006 al 2008, visto il continuo aumentare del traffico pesante, il ponte è stato chiuso a causa dei cedimenti e completamente ricostruito secondo il medesimo principio di vent'anni prima, ma con tecniche più all'avanguardia e durevoli.

### Duomo dei Santi Marco e Pancrazio
Al centro di Crespano sorge la chiesa dei Santi Marco e Pancrazio, meglio conosciuta come duomo di Crespano del Grappa, e costruita nel XVIII secolo.

## Società

### Evoluzione demografica
Abitanti censiti

### Etnie e minoranze straniere
Al 31 dicembre 2017 gli stranieri residenti nella frazione erano 600, ovvero il 13,3% della popolazione. Di seguito sono riportati i gruppi più consistenti:
1. Macedonia 163
2. Romania 96
3. Marocco 83
4. Kosovo 80
5. Albania 36
6. Senegal 22

## Cultura

### Musica
È presente, attestata dal 1823, la Società filarmonica di Crespano del Grappa la più antica associazione della frazione, comprendente un'orchestra di fiati con la propria Scuola di Musica "Napoleone Zardo".

### Prodotti tipici
Sono tipici della zona del Grappa, quindi anche di Crespano, i formaggi Morlacco e Bastardo del Grappa.

## Amministrazione

### Gemellaggi
- Folsom, dal 2000

### Altre informazioni amministrative
La denominazione dell'ex comune fino al 1867 era Crespano, dal 1867 al 1920 fu Crespano Veneto; dal 1920, a seguito della prima guerra mondiale, combattuta anche sul monte Grappa, che fu l'ultimo baluardo italiano, il nome venne cambiato in Crespano del Grappa, in onore del massiccio sulle cui pendici sorge il paese.